# Fontaine de Tourny
La fontaine de Tourny  ou fontaine de Bordeaux est une fontaine située à Québec au centre du carrefour giratoire de l'avenue Honoré-Mercier, face à l'hôtel du Parlement. Elle fut inaugurée à cet emplacement le 3 juillet 2007 en vue des célébrations entourant le 400e anniversaire de Québec en 2008.

## Histoire
La fontaine de Tourny installée à Québec vient de Bordeaux en France, ville qui en commanda deux exemplaires sous le mandat du maire Antoine Gautier, à l'occasion de la construction du premier réseau d'eau. Elles sont installées, en 1857 et 1858, aux extrémités des allées de Tourny, esplanade aménagée par Louis-Urbain-Aubert de Tourny, d'où leur nom. 
Ce modèle de fontaine intègre des sculptures, conçues par Mathurin Moreau et le sculpteur animalier Alexandre Lambert Léonard (1821-1877), alors que l'agencement global revient à Michel Joseph Napoléon Liénard. Réalisée dans la fonderie d'art Barbezat de Val d'Osne en 1854, elle est référencée sous le numéro 554T dans le catalogue de la fonderie et remporte la médaille d'or à l'Exposition universelle de 1855 à Paris. On dénombre aujourd'hui quelque dix-neuf exemplaires de ce modèle à travers le monde.

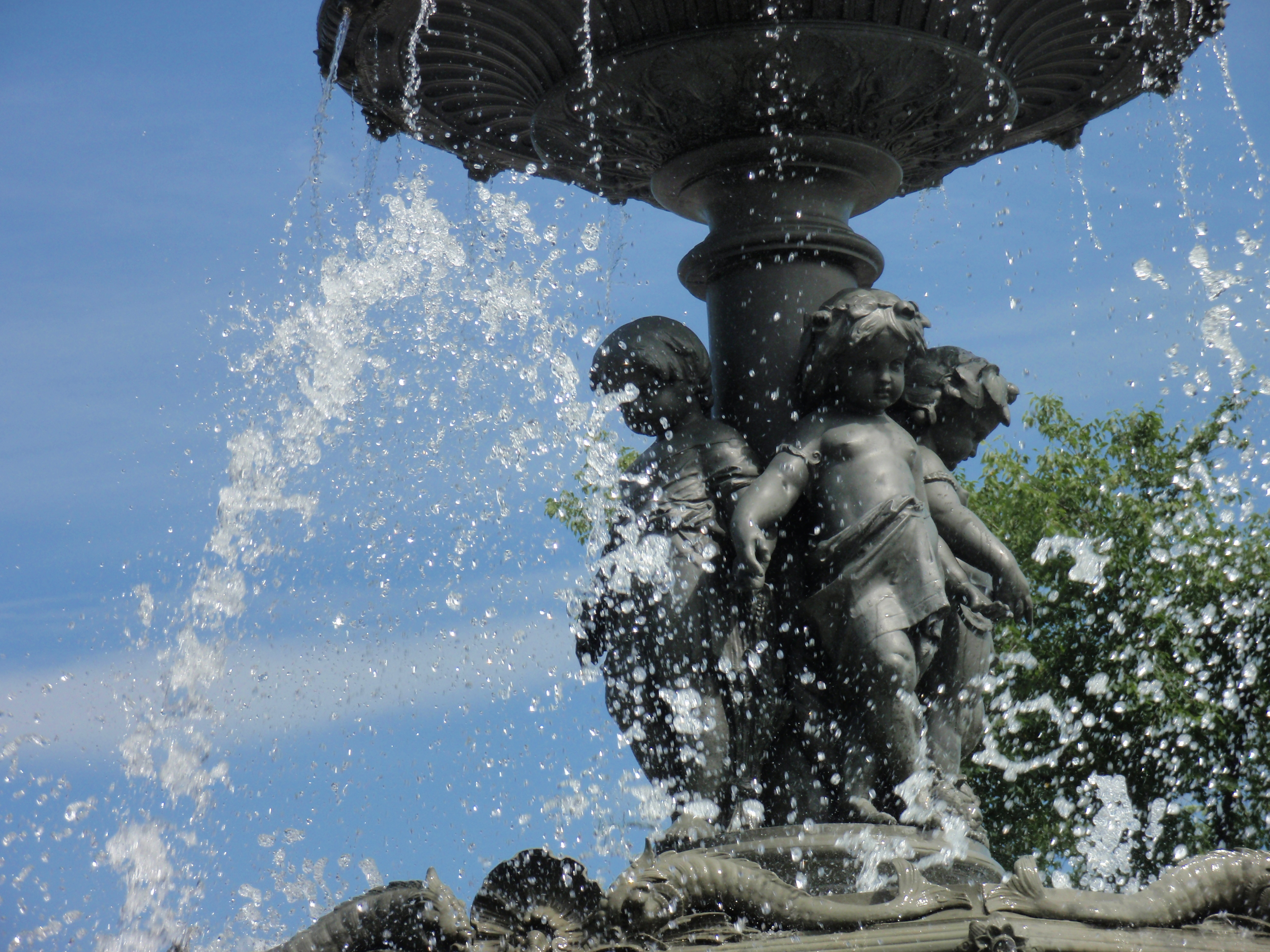
Enfants
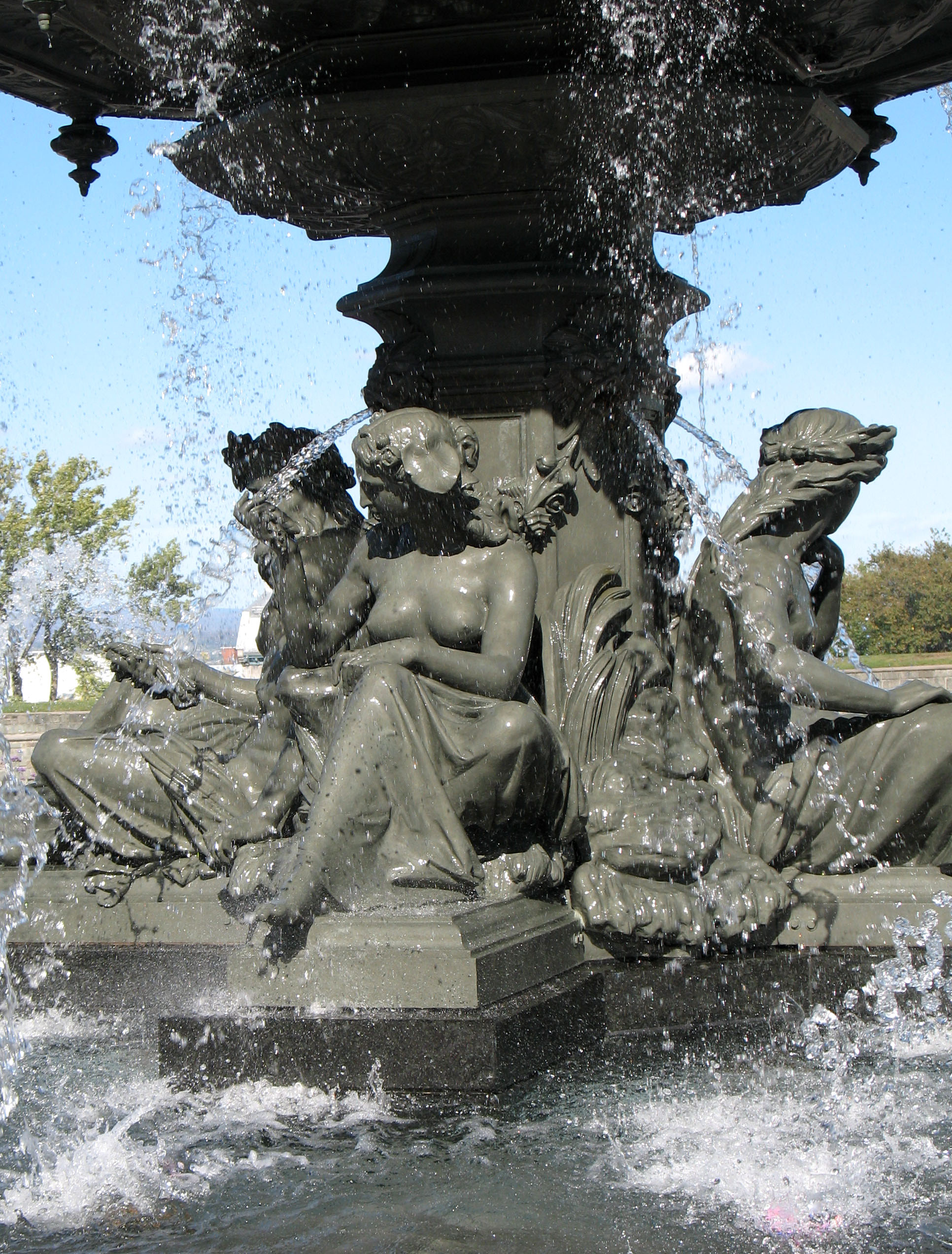
Personnages du bas
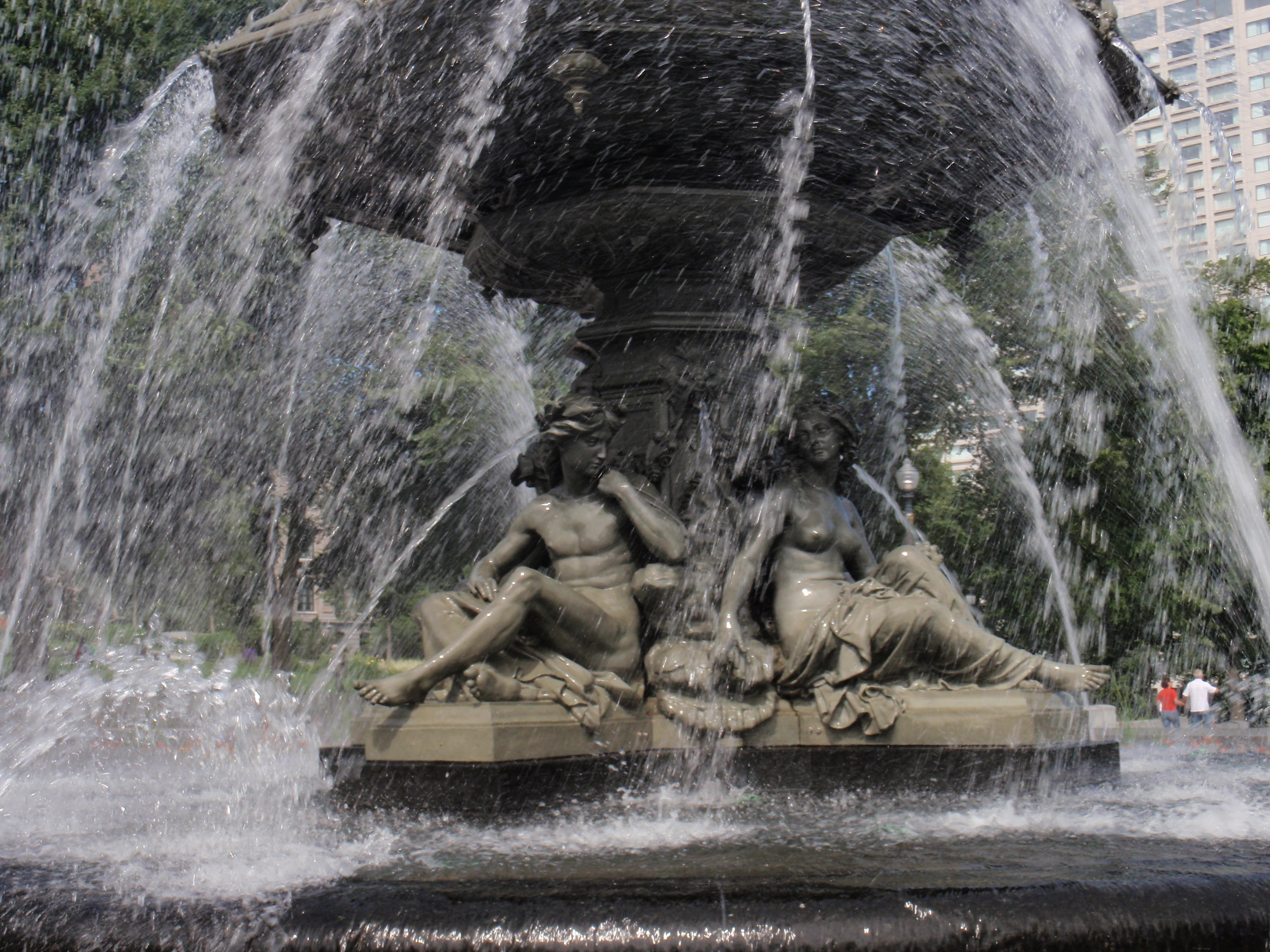
Acis et Galatée

La ville de Bordeaux dépose les deux fontaines, en 1960, en raison du coût élevé de leur entretien et les vend, en 1961, au prix de la fonte. C'est un vigneron de Saint Germain-de-la-Rivière (Gironde) qui en achète une pour l'installer dans le parc de sa propriété (château de la Rivière). Elle n'est alors plus sous sa forme originelle, les statues ayant été séparées de leur base et posées sur des socles individuels. Quelques années plus tard, la fontaine est à nouveau vendue et, après une période où elle est perdue de vue, elle se retrouve, complète, chez son avant-dernier acquéreur Marc Maison, un antiquaire de Saint-Ouen (Seine-Saint-Denis). 
C'est chez lui que Peter Simons la découvre. La Maison Simons s'en porte acquéreuse en 2003, la fait restaurer et l'offre à la Ville de Québec pour son quatre-centième anniversaire le 7 septembre 2005. L'achat de la fontaine et sa restauration ont coûté aux Simons quatre millions de dollars canadiens; son installation, deux millions de dollars, pris en charge par la Ville de Québec et la Commission de la capitale nationale du Québec. Elle est inaugurée le 3 juillet 2007. Elle est devenue un « lieu de rendez-vous incontournable à Québec ». 
La seconde fontaine provenant des allées de Tourny, en mauvais état, a été acquise par la municipalité de Soulac-sur-Mer en Gironde (France) et  s'y trouve encore. 
Peu après son installation, la fontaine doit être démontée complètement le 4 décembre 2009 en raison de dommages causés par le climat hivernal rigoureux et l'eau chlorée utilisée dans le circuit d'alimentation. Elle est expédiée en restauration, puis réinstallée en avril 2010. Un revêtement mieux adapté aux conditions québécoises est alors appliqué, et des mesures d'entretien plus robustes sont mises en place, comme l'application régulière de cire protectrice. 
Depuis 2019, la Ville de Québec a conclu une entente quinquennale avec le Centre de conservation du Québec, relevant du ministère de la Culture et des Communications, afin de procéder à des entretiens bisannuels de la fontaine. Ces interventions visent à prévenir l'usure causée par le gel, le dégel, les sels de déglaçage, et les actes de vandalisme.
Un rapport publié à l'automne 2022 signale que, bien que la structure générale de la fontaine demeure solide, plusieurs éléments se dégradent, notamment le béton du grand bassin, où des fissures et soulèvements en « galettes » ont été observés. La corrosion, bien que localisée, affecte certaines parties métalliques, en particulier la grande vasque. Une surveillance accrue et des réparations ciblées sont désormais recommandées à court ou moyen terme.

Le coût d'entretien a augmenté avec les années. Depuis 2010, plus de 337 000 $ ont été consacrés à la maintenance de la fontaine, dont 56 000 $ pour la seule année 2022. Ces montants n'incluent pas les 6 millions de dollars investis lors de son acquisition, sa restauration initiale et son installation.

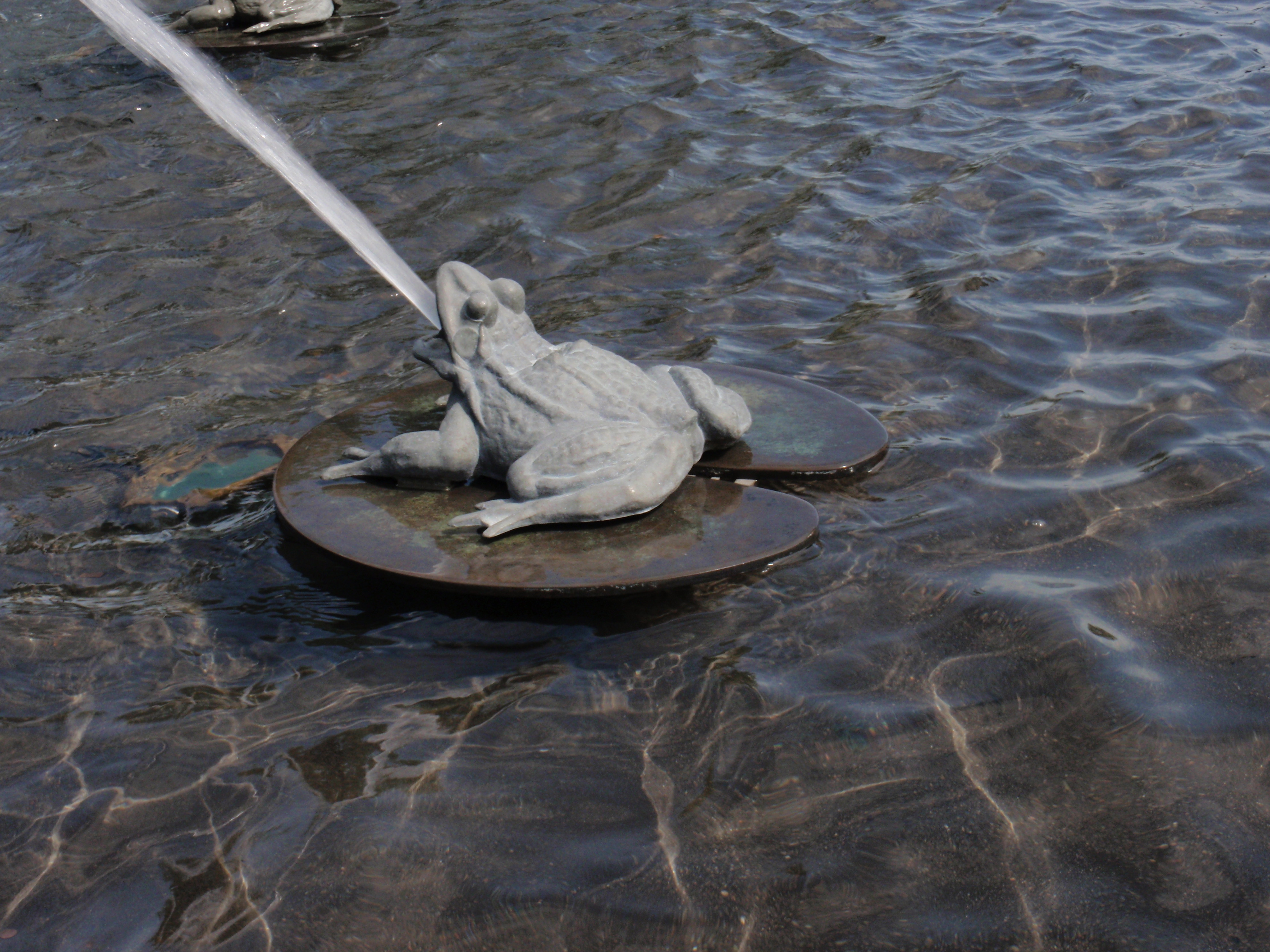
Grenouille
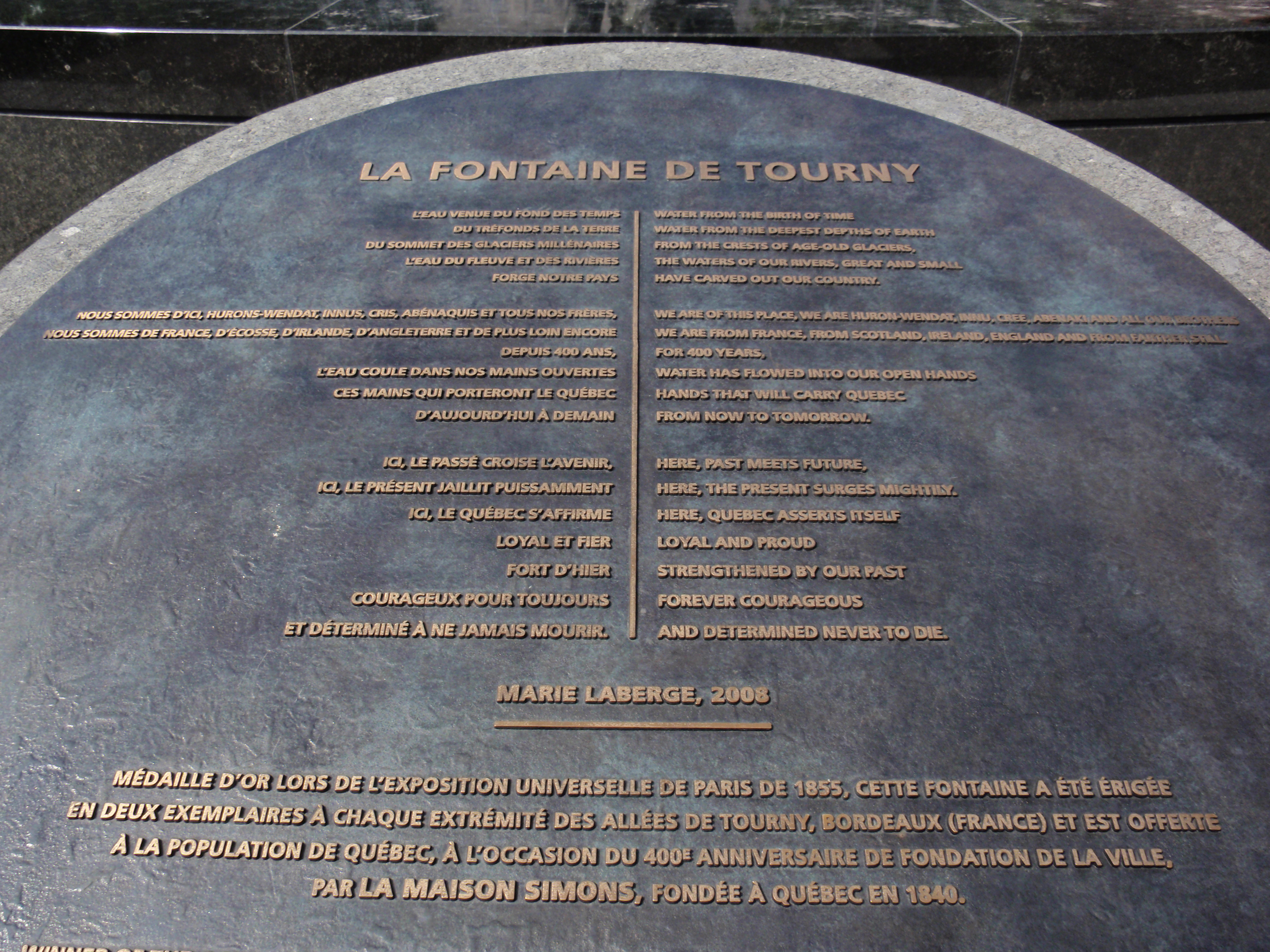
Poème de Marie Laberge
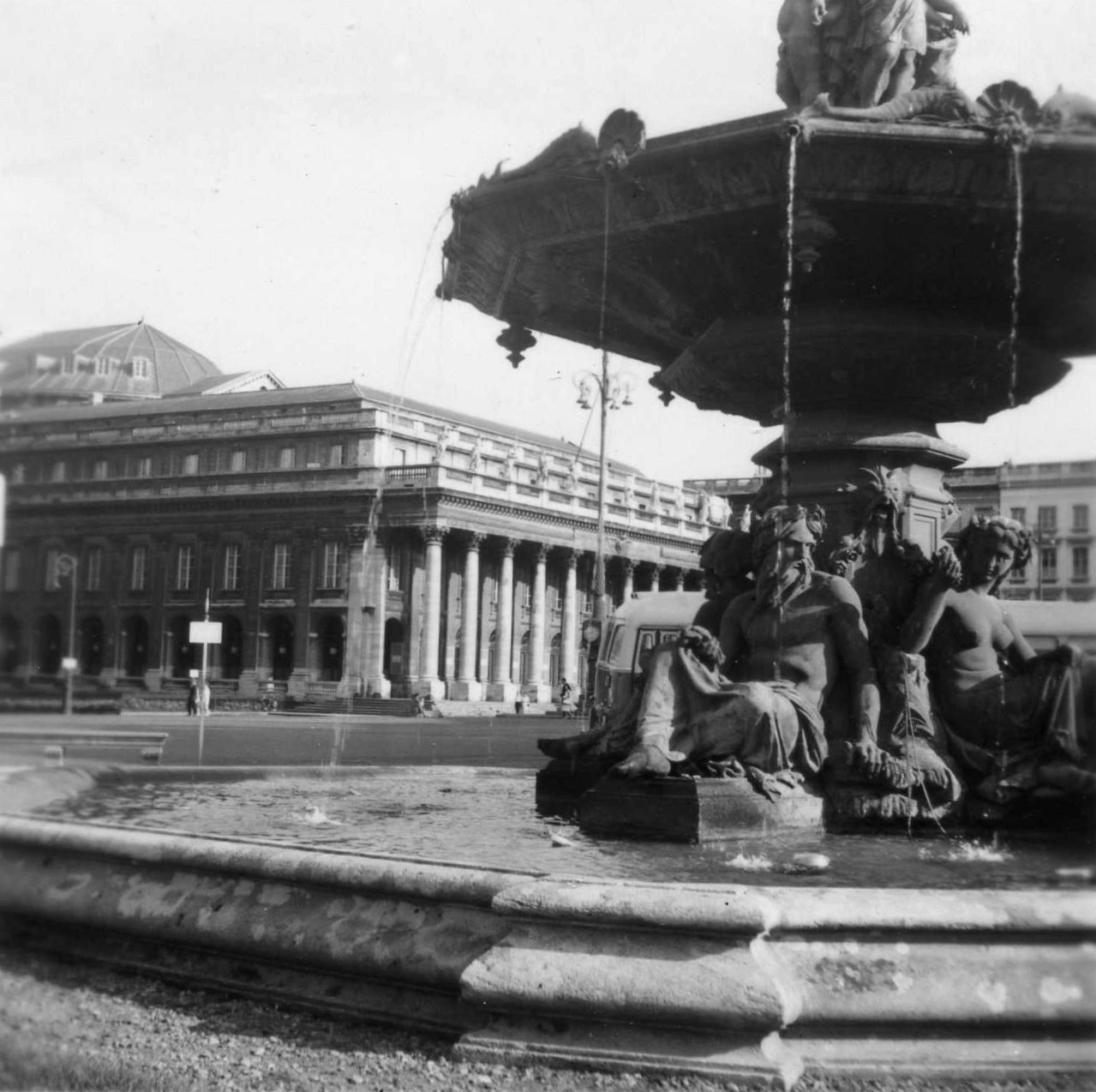
La fontaine à Bordeaux en 1958 allées de Tourny

## Description

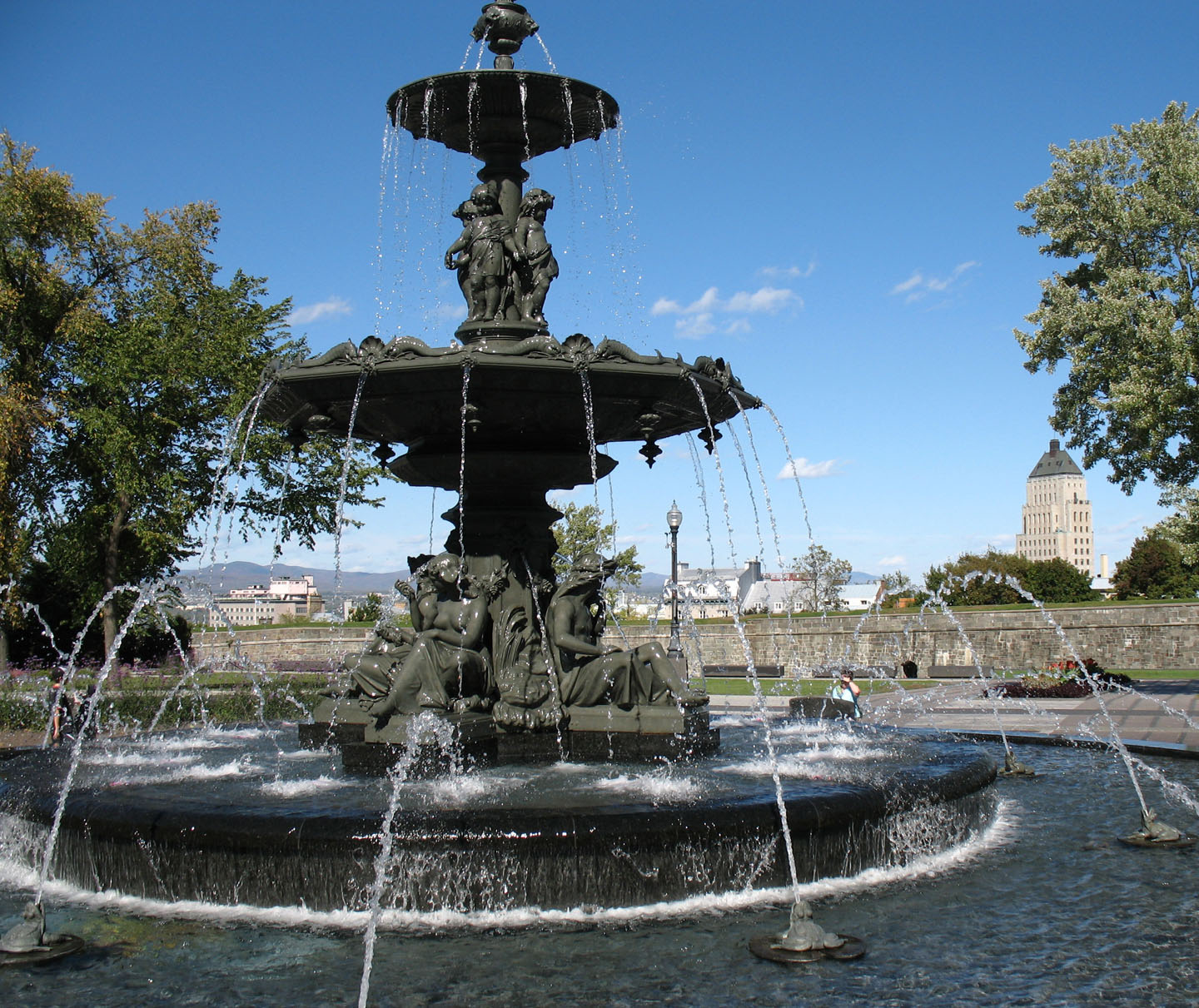
Fontaine de Tourny à Québec

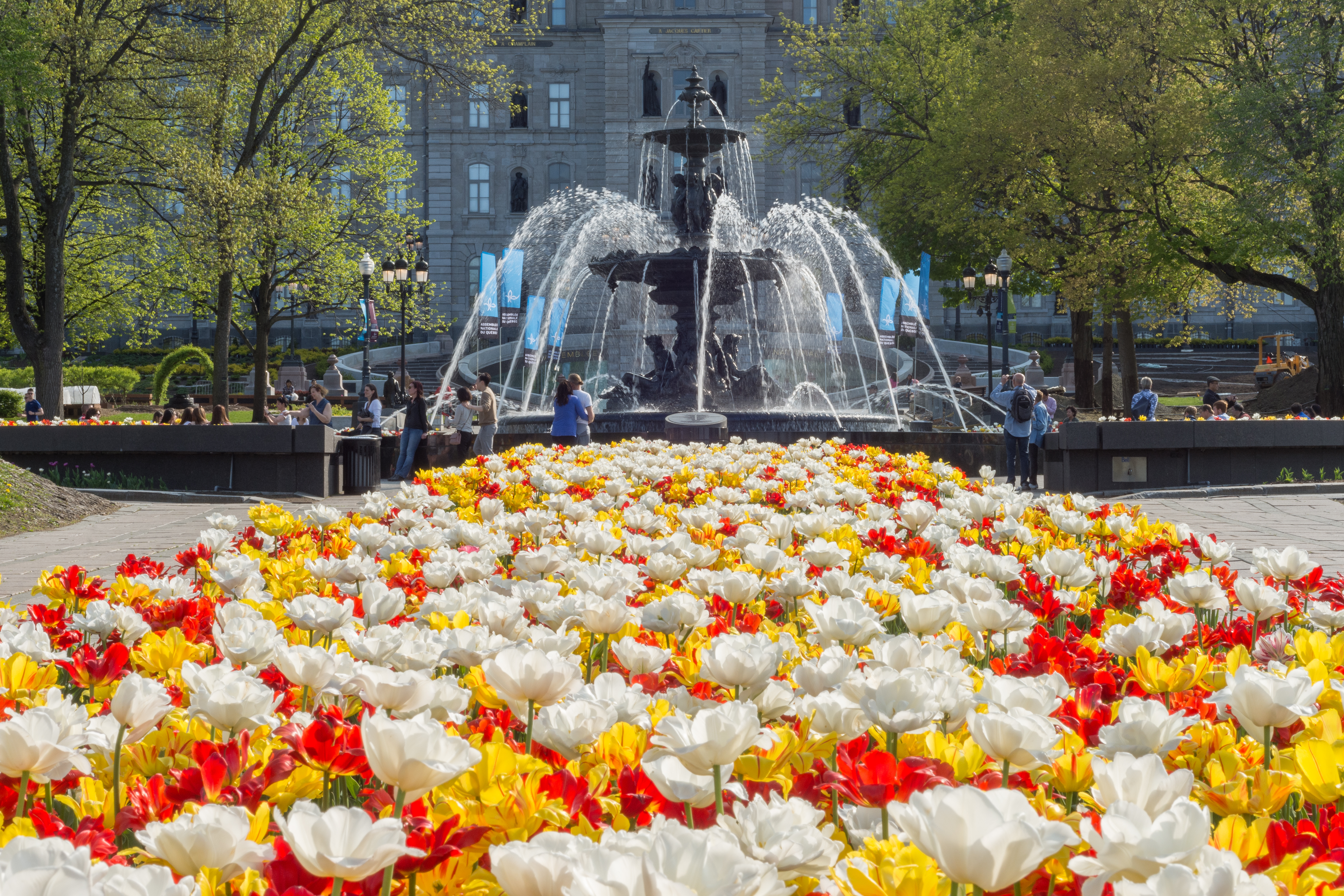
La fontaine de Tourny à Québec, juin 2019.

Ce modèle est proche de celui des fontaines jumelles de la place de la Concorde (Paris), dessinées par Jaques Ignace Hittorff et inaugurées en 1840.  
Dédiée à l'univers marin, la fontaine est riche en personnages et symboles. Elle est composée d'un bassin et deux vasques fixées à un mat central. Les jets de la base, sortant de la bouche de seize grenouilles, sont dirigés vers le bassin. D'autres jets et cascadelles partent des niveaux supérieurs.  
La symbolique fait l'objet d'une interprétation des experts en statuaire, en l'absence d'une notice du concepteur. L'avis majoritaire est le suivant :  
Les quatre personnages en position assise sont une allégorie de la mer : Neptune, dieu des mers et des océans ; Galatée, une nymphe marine (Néréide) ; Acis, jeune berger amoureux et aimé de Galatée que l'on retrouve à ses côtés et Amphitrite une autre Néréide.  De l'eau s'écoule des gueules de monstres placées entre les quatre statues.
Les quatre chérubins, dominant une vasque octogonale située au dessus, représentent la pêche et le commerce maritime. Ils se tiennent la main en étant tournés vers l'extérieur ; parmi eux, se trouve un "enfant au filet" et un "enfant au gouvernail".  
Au sommet de la fontaine, de l'eau s'écoule, de la bouche de dauphins, dans une petite vasque circulaire. 

### Dimensions et jeu d'eau
- Poids de la fonte : 18 tonnes
- Diamètre du bassin : 11,4 m
- Hauteur: 7 m
- Largeur: 4 m
- Nombre de jets : 43

## Autres fontaines du même modèle
On dénombre une vingtaine de fontaines type Tourny en Europe, États-Unis, Amérique du Sud, Australie... Elles sont en plus ou moins bon état, et seule une partie d'entre-elles sont en eau.